# 竹内浩一
竹内 浩一（たけうち こういち、1941年8月28日 - ）は、日本の画家。

## 人物
京都府京都市生まれ。日展審査員、晨鳥社会員。

## 略歴
- 1941年：京都府京都市に長男として生まれる。父は祖父の代から続く型染友禅の職人であった。
- 中学時代は美術部に入部する。
- 1960年：京都市立日吉ヶ丘高等学校日本画科を卒業する。絵を描くだけでは生活が送れず、デザインスタジオに入社して糊口を凌いだ。京都産業デザイン展 市長賞を受賞。またここで中路融人と出会う。
- 1966年：晨鳥社に入会する。山口華楊に師事する。
- 1967年：第10回日展に「辺」を出品し、初めて入選する。
- 1970年：第21京展に「竹の林」を出品し、毎日新聞社賞を受賞する。
- 1971年：第6回日春展に「猫と花かご」を出品し、激励賞を受賞する。第22回京展に「椿の頃」を出品し、市長賞を受賞する。
- 1972年：第7回日春展に「耳鳴り」を出品し、激励賞を受賞する。第23回京展に「野駆」を出品し、市長賞を受賞する。
- 1975年：第10回日春展に「霙」を出品し、日春賞を受賞する。
- 1977年：第4回山種美術館賞展に「猿図」を出品し、大賞を受賞する。
- 1978年：初めて個展を実施する。京都芸術短期大学講師となる。
- 1979年：第11回日展に「霜」を出品し、特選を受賞し、文化庁買い上げとなる。
- 1988年：第20回日展に特選を受賞する。
- 1991年：京都美術文化賞を受賞する。第23回日展に「さざれ」を無鑑査出品、日展審査員となる。
- 1992年：第24回日展に「銀の淑」を無鑑査出品する。
- 1996年：中国上海美術館で「竹内浩一展」が開催される。
- 1997年：京都府文化奨励賞を受賞する。
- 1998年：画集「風の暦」が刊行される。
- 1999年：大丸京都にて「心の風と音ー竹内浩一展」が開催される。
- 2002年：京都市立芸術大学の教授となる。
- 2005年：「星星会」を結成する。
- 2006年：日展評議員となる。
- 2007年：京都市立芸術大学の教授を退任する。
- 2010年：京都市文化功労者となる。
- 2016年：大徳寺芳春院の襖72面を描き終える。